# Operation Anfal
Anfal, Operation Anfal, arabiska حملة الأنفال, är samlingsnamnet för den serie av militära attacker som utfördes 1988 av den irakiska regimens trupper som leddes av Saddam Hussein. Attackerna riktades mot stora delar av landsbygden i irakiska Kurdistan. Attackerna var åtta stycken till antal och inleddes 18 februari 1988. Den sista militära offensiven slutade 6 september samma år.
En order hade utfärdats av Iraks dåvarande president Saddam Hussein att utplåna alla former av liv i de kurdiska områdena som kunde utgöra ett stöd för den kurdiska motståndsrörelsen. För verkställandet av orden ansvarade Ali Hassan al-Majid (känd som ”Kemiske Ali”).
De irakiska styrkor som deltog i dessa militära angrepp bestod av flygvapnet, Baath-partiets milis, den så kallade folkarmén, olika marktruppsförband, avancerade kommandon, säkerhetsorganet och underrättelsetjänsten. I Anfal användes såväl tunga vapen som kemiska stridsmedel. Följden blev total förstörelse av över 5 000 byar som fanns i dessa områden. Troligen miste mellan 150 000 och 200 000 kurder livet i de militära angreppen som Anfalkampanjen innebar.
Några internationella organisationer såsom Organisationen för mänskliga rättigheter och organisationen ”Genocide Watch” har erkänt Anfalbrottet mot kurderna som ett folkmord. Domstolen i Haag i Holland skrev i sitt första utlåtande i december 2005 i samband med åtalet mot Frans Van Anraat som sålde kemiska stridsmedel till den irakiska regimen att ”domstolen ser inget annat än att attackerna genomfördes bara för att utplåna kurderna. Det som hade inträffat bevisar att syftet med dessa handlingar varit folkmord”. Ett annat känt folkmord var Förföljelsen av Feyli-kurder.
Monument och statyer
2014 kom en tysk organisation i Sulaimani överens med den kurdiska konstnären och skulptören Schwan Kamal om att bygga ett monument och en skulptur i Garmian-regionen för Anfal.